# ایالت ادو
ایالت ادو (به لاتین: Edo (state)) یک ایالت در نیجریه است که ۱۷٬۸۰۲ کیلومترمربع مساحت و ۲٬۱۵۹٬۸۴۸ نفر جمعیت دارد.